# Strobilanthes wightiana
Strobilanthes wightiana är en akantusväxtart som beskrevs av Christian Gottfried Daniel Nees von Esenbeck. Arten ingår i släktet Strobilanthes och familjen akantusväxter.

## Utbredning
Arten förekommer i Indien, i fuktig tropisk miljö.